# 谢月娥
谢月娥（1936年9月—2023年1月），祖籍浙江慈溪，生于上海，中华人民共和国外交官，曾任中华人民共和国驻柬埔寨王国特命全权大使。